# Тараны
Тараны (укр. Тарани) — село на Украине, находится в Шахтёрском районе Донецкой области. Под контролем самопровозглашенной Донецкой Народной Республики.

## География
К юго-востоку от села проходит граница между Украиной и Россией.

#### Соседние населённые пункты по странам света
С:  Степановка
СЗ: Сауровка
СВ: —
З: —
В: Красная Заря, Мариновка
ЮЗ: Алексеевское, Кринички
ЮВ: Новопетровское
Ю: Семёновское, Григоровка

## Население
Население по переписи 2001 года составляло 59 человек.

## Общие сведения
Код КОАТУУ — 1425288205. Почтовый индекс — 86200. Телефонный код — 6255.

## Адрес местного совета
86260, Донецкая область, Шахтёрский р-н, с. Степановка, ул. Ежкова, 97